# ルサンナ・ホッパー
ルサンナ・ホッパー（Ruthanna Hopper、1972年12月5日 - ）は、アメリカ合衆国の女優。ニューメキシコ州タオス出身。
父はデニス・ホッパー、母はダリア・ハルプリン。夫は映画監督のスティーヴン・ブリル。

## 出演作品
- アメリカーノ